# Грунь (приток Грунь-Ташани)
Грунь (укр. Грунь) — левый приток реки Грунь-Ташань, протекающий по Ахтырскому (Сумская область) и Зеньковскому (Полтавская область) районам.

## География
Длина — 59 км. Площадь водосборного бассейна — 995 км². У села Грунь русло находится на высоте 123,8 м над уровнем моря. Долина трапециевидная, шириной 4 км и глубиной 50 м. Русло извилистое, шириной до 5 м. Сток реки частично урегулирован прудами.
Река берёт начало севернее села Ясеновое (Ахтырский район). Река течёт сначала по Ахтырскому (Сумская область) затем по Зеньковскому (Полтавская область) районам. На участках между Шиловкой и Дейкаловкой, между Ясеновое и Дубяги пойма идёт с заболоченным участками и тростниковой растительностью. На реке создано только два крупных пруда: у села Гнилица и у села Ясеновое. К приустьевому участку примыкает песчаный массив и сосновый лес. Впадает в реку Грунь-Ташань севернее села Дейкаловка (Зеньковский район).
В долине реки расположены ландшафтный Ступковский заказник, гидрологический заказник Журавлиное озеро у села Подозерка, общезоологический заказник Байрак у села Шиловка.

## Притоки
- Левые: Мужева Долина.
- Правые: Быхов.

## Населённые пункты
Населённые пункты на реке (от истока до устья):
Ахтырский район
1. Ясеновое
2. Гнилица
3. Пластюки
4. Грунь

Зеньковский район
1. Шенгариевка
2. Дубяги
3. Проценки
4. Ступки
5. Маниловка
6. Шиловка
7. Подозерка
8. Ищенковка
9. Дейкаловка